# Funzione integrale esponenziale

Grafico di E_{1} (sopra) e di Ei (sotto).

In matematica, la funzione integrale esponenziale è una funzione speciale complessa caratterizzata tramite l'integrale definito del rapporto tra la funzione esponenziale e il suo argomento.

## Definizione
La funzione integrale esponenziale {\displaystyle {\mbox{Ei}}(x)} viene definita come:
{\displaystyle {\mbox{Ei}}(x):=-\int _{-x}^{+\infty }{\frac {e^{-t}}{t}}\mathrm {d} t=\int _{-\infty }^{x}{\frac {e^{t}}{t}}\mathrm {d} t}
Dato che {\displaystyle 1/t} diverge per {\displaystyle t\to 0}, il precedente integrale si deve intendere come valore principale di Cauchy:
{\displaystyle {\mbox{Ei}}(x)=\lim _{\delta \to 0}\left[\int _{-\infty }^{-\delta }{\frac {e^{t}}{t}}\mathrm {d} t+\int _{\delta }^{x}{\frac {e^{t}}{t}}\mathrm {d} t\right]}
L'algoritmo di Risch mostra che non si tratta di una funzione elementare.
Per valori complessi dell'argomento si utilizza la funzione:
{\displaystyle {\rm {E}}_{1}(z)=\int _{z}^{+\infty }{\frac {e^{-t}}{t}}\mathrm {d} t\qquad |{\rm {Arg}}(z)|<\pi }
che tramite prolungamento analitico può essere estesa a tutto il piano complesso. L'integrale esponenziale è così anche definito come:
{\displaystyle {\rm {Ei}}(-x)=-{\rm {E}}_{1}(x)}
Si ha inoltre che per valori positivi di {\displaystyle \mathrm {Re} (z)}:
{\displaystyle \mathrm {E} _{1}(z)=\int _{1}^{+\infty }{\frac {e^{-tz}}{t}}\,dt=\int _{0}^{1}{\frac {e^{-z/u}}{u}}\,du\qquad \mathrm {Re} (z)\geq 0}
L'integrale esponenziale è strettamente collegato alla funzione integrale logaritmica, definibile come:
{\displaystyle {\mbox{li}}(x):={\mbox{Ei}}(\ln(x))}
per tutti gli {\displaystyle x} reali positivi diversi da {\displaystyle 1}.

## Sviluppo in serie
Integrando lo sviluppo di Taylor di {\displaystyle e^{-t}/t} si può derivare il seguente sviluppo in serie per {\displaystyle x\in \mathbb {R} }:
{\displaystyle \mathrm {Ei} (x)=\gamma +\ln |x|+\sum _{k=1}^{\infty }{\frac {x^{k}}{k!k}}\qquad x\neq 0}
dove {\displaystyle \gamma } denota la costante di Eulero-Mascheroni. Per argomenti complessi si generalizza con:
{\displaystyle \mathrm {E_{1}} (z)=-\gamma -\ln z-\sum _{k=1}^{\infty }{\frac {(-z)^{k}}{k!k}}\qquad |\mathrm {Arg} (z)|<\pi }

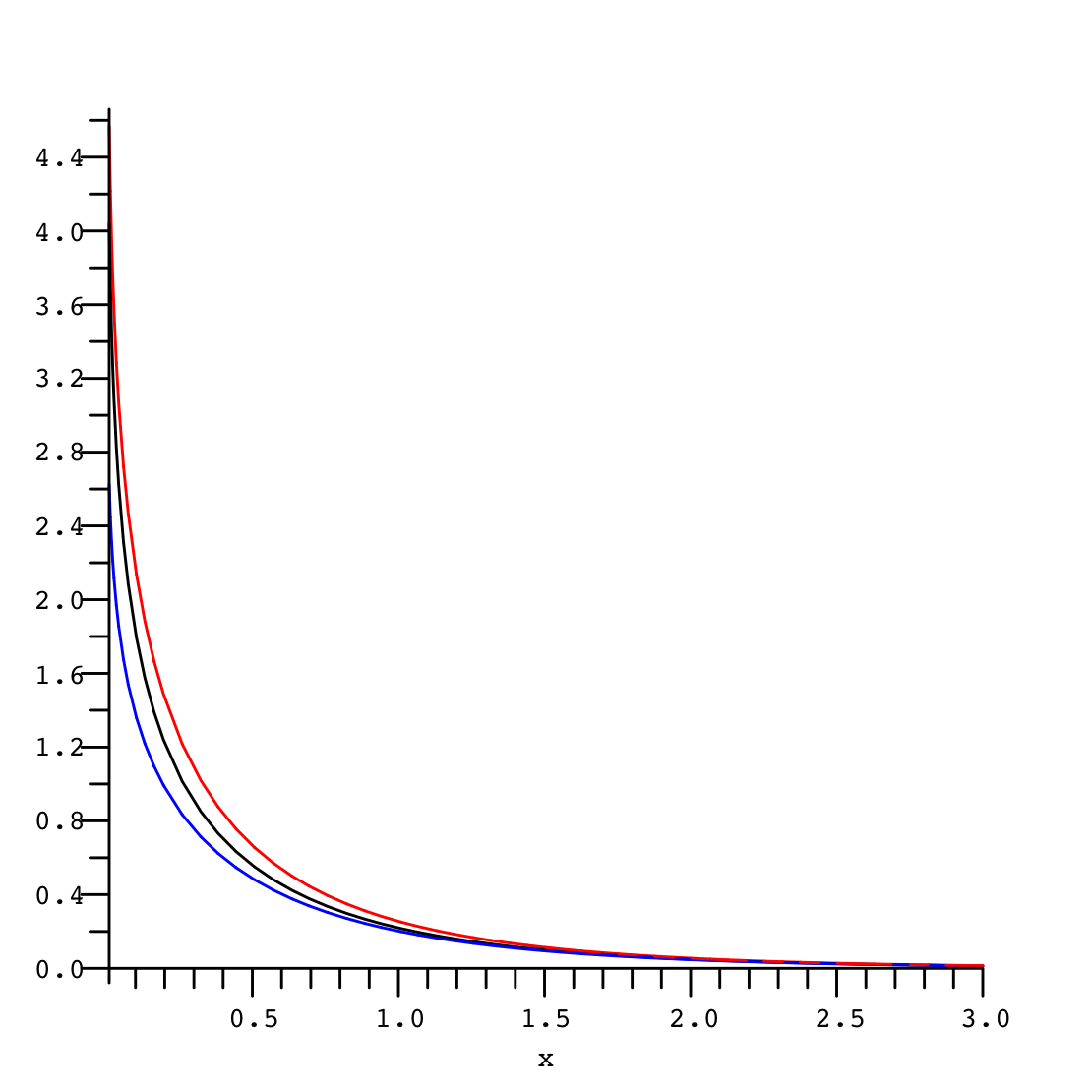
Il grafico di è delimitato dalle funzioni elementari (in blu) e (in rosso) per reale e positivo.

Tale somma converge per ogni {\displaystyle z\in \mathbb {C} }. Una serie che converge più velocemente si deve a Ramanujan:
{\displaystyle {\rm {Ei}}(x)=\gamma +\ln x+\exp {(x/2)}\sum _{n=1}^{\infty }{\frac {(-1)^{n-1}x^{n}}{n!\,2^{n-1}}}\sum _{k=0}^{\lfloor (n-1)/2\rfloor }{\frac {1}{2k+1}}}
Esiste anche una serie divergente che approssima l'integrale esponenziale, ottenuta integrando {\displaystyle ze^{z}\mathrm {E_{1}} (z)} per parti:
{\displaystyle \mathrm {E_{1}} (z)={\frac {\exp(-z)}{z}}\sum _{n=0}^{N-1}{\frac {n!}{(-z)^{n}}}}
che ha un errore dell'ordine di {\displaystyle O(N!z^{-N})} ed è valida per grandi valori di {\displaystyle \mathrm {Re} (z)}.
Dalle serie precedenti si evince che {\displaystyle \mathrm {E_{1}} } si comporta come un esponenziale negativo per grandi valori dell'argomento, e come un logaritmo per valori piccoli. Quando l'argomento è reale e positivo si ha:
{\displaystyle {\frac {1}{2}}e^{-x}\ln \!\left(1+{\frac {2}{x}}\right)<\mathrm {E_{1}} (x)<e^{-x}\ln \!\left(1+{\frac {1}{x}}\right)\qquad x>0}
come mostrato nel grafico a lato.

## Funzione intera
Sia {\displaystyle {\mbox{Ei}}(x)} che la funzione {\displaystyle {\rm {E}}_{1}(x)} possono essere espresse mediante una funzione intera:
{\displaystyle {\rm {Ein}}(x)=\int _{0}^{x}{\frac {1-e^{-t}}{t}}\mathrm {d} t=\sum _{k=1}^{\infty }{\frac {(-1)^{k+1}x^{k}}{k\;k!}}}
Con questa funzione e la funzione logaritmo si possono utilizzare come definizioni le seguenti uguaglianze:
{\displaystyle \mathrm {E_{1}} (z)=-\gamma -\ln z+{\rm {Ein}}(z)\qquad |\mathrm {Arg} (z)|<\pi }
{\displaystyle \mathrm {Ei} (x)=\gamma +\ln x-\mathrm {Ein} (-x)\qquad x>0}

## Generalizzazioni
Una generalizzazione della funzione integrale esponenziale è:
{\displaystyle {\rm {E}}_{n}(x)=\int _{1}^{+\infty }{\frac {e^{-xt}}{t^{n}}}\,dt}
che può essere scritto come caso particolare della funzione gamma incompleta:
{\displaystyle {\rm {E}}_{n}(x)=x^{n-1}\Gamma (1-n,x)}